# Vladislav Konovalov
Vladislav Nikolajevitsj Konovalov (Russisch: Владислав Николаевич Коновалов) (Qostanay, 2 mei 1974) is een voormalig professionele basketbalspeler en coach voor verschillende teams in Rusland.

## Carrière
Konovalov begon zijn carrière in 1991 bij SKA Alma-Ata. In 1992 stapte hij over naar CSK VVS, later omgedoopt in Arsenal Toela. In 1997 verhuisde Konovalov naar Lokomotiv Mineralnye Vody. Met Lokomotiv verloor hij de finale om de Korać Cup in 2002. Wel werd hij met Lokomotiv Bekerwinnaar van Rusland in 2000. In 2002 ging hij naar CSK VVS Samara. In 2006 stopte hij met basketbal.
Na het beëindigen van zijn basketballoopbaan werd hij in 2006 meteen assistent-coach onder hoofdcoach Valeri Tichonenko bij CSK VVS Samara. Met Samara won hij de EuroCup Challenge tegen Keravnos Strovolos uit Cyprus. De eerste wedstrijd verloor Samara met 83-85 en de tweede wedstrijd won Samara met 101-81, wat genoeg was voor de titel. In 2009 werd hij hoofdcoach bij BK Tobol in Kazachstan. In 2010 werd hij assistent-coach bij Krasnye Krylja Samara. In 2012 werd hij hoofdcoach bij Jenisej Krasnojarsk, maar na één jaar keerde hij als assistent-coach terug bij Krasnye Krylja Samara onder hoofdcoach Sergej Bazarevitsj. In 2015 werd hij hoofdcoach bij Temp-SUMZ-UMMC Revda. Sinds 2016 had hij verschillende functies bij Avtodor Saratov. In 2022 werd hij assistent-coach bij BK Samara. In 2024 werd hij hoofdcoach bij die club.

## Erelijst

### Speler
- Landskampioen Rusland:
  - Derde: 1994, 1995, 1999, 2001, 2002
- Bekerwinnaar Rusland: 1
  - Winnaar: 2000
- Korać Cup:
  - Runner-up: 2002

### Coach
- Bekerwinnaar Rusland: 1
  - Winnaar: 2012
- EuroCup Challenge: 1
  - Winnaar: 2007